# Like a Hurricane (chanson)
Cet article concerne la chanson de Neil Young. Pour l'album de C.C.Catch, voir Like a Hurricane.
Pistes de American Stars 'n Bars
Will to Love Homegrown
Like a Hurricane est une chanson écrite par Neil Young en 1975 et présente sur l'album American Stars 'n Bars sorti en 1977.

## Histoire
La chanson a été écrite en juillet 1975 en compagnie de l’ami et voisin de Neil Young à La Honda, Taylor Phelps, à l’arrière de sa voiture et alors que Neil Young est incapable de chanter à la suites de son opération des cordes vocales. Principalement mené par la guitare solo de Neil Young, ce morceau est joué durant presque chaque tournée depuis lors ; il apparait sur les compilations Decade et Greatest Hits, ainsi que sur les albums live Live Rust, Weld et Unplugged (cette dernière interprétation étant réalisée presque intégralement à l’harmonium). 
Le 11/08/2023, Neil Young sort l'album Chrome Dreams, qui devait sortir en 1977, mais qui n'a pas été publié, album sur lequel figure la version originale de Like a Hurricane. 
Une version a été éditée en single le 8 août 1977 avec Hold Back the Tears en B-side.
Heather Nova a repris Like a hurricane, dans une version ralentie, sur son album Other Shores en 2022.

## Musiciens
- Neil Young - Chant et guitare solo
- Frank "Poncho" Sampedro - claviers et chœurs
- Billy Talbot - Basse et chœurs
- Ralph Molina - Batterie et chœurs